# Aaron Wan-Bissaka
Aaron Wan-Bissaka (* 26. November 1997 in Croydon, London) ist ein englischer Fußballspieler kongolesischer Abstammung. Der Außenverteidiger durchlief die Jugendakademie des Hauptstadtvereins Crystal Palace, wo ihm in der Saison 2018/19 der Durchbruch in der ersten Mannschaft gelang. Seit August 2024 steht er bei West Ham United unter Vertrag.

## Vereinskarriere

### Crystal Palace
Geboren in Croydon, London, kam Wan-Bissaka im Alter von 11 Jahren in die Jugendakademie des Hauptstadtvereins Crystal Palace. Im Sommer 2017 war er Teil der ersten Mannschaft bei einer Reihe von Freundschaftsspielen, trotzdem war er hinter dem erfahrenen Martin Kelly und dem von Manchester United ausgeliehenen Timothy Fosu-Mensah nur die dritte Option in der Rechtsverteidigung. Nachdem im Februar 2018 eine Reihe von Verletzungen die Hintermannschaft von Palace erschütterten und Fosu-Mensah in die Innenverteidigung rücken musste, erhielt Wan-Bissaka die Chance in der ersten Mannschaft zu debütieren. Bei der 0:1-Heimniederlage gegen Tottenham Hotspur am 25. Februar 2018 stand er über die volle Spielzeit am Platz und wurde anschließend für seine Arbeit gelobt. Auch in den folgenden Partien gegen Manchester United und den FC Chelsea machte er mit starken Leistungen auf sich aufmerksam. Er wurde in seinem ersten vollem Monat in der Profimannschaft sofort vereinsintern zum Spieler des Monats März gekürt.
In seiner zweiten Saison 2018/19 war er bereits als Stammspieler in der Verteidigung der Eagles gesetzt und absolvierte insgesamt 36 Spiele. Seine starken Leistungen brachten ihm am Ende der Spielzeit die vereinsinterne Spieler-des-Jahres-Auszeichnung ein.

### Manchester United
Am 29. Juni 2019 unterzeichnete Aaron Wan-Bissaka nach wochenlang andauernden Wechselgerüchten einen Fünfjahresvertrag beim Ligakonkurrenten Manchester United. Als Ablöse erhielt Crystal Palace 50 Millionen Euro, welche sich durch etwaige Bonuszahlungen noch um 5,5 Millionen erhöhen kann. Er zählte von Beginn der Saison 2019/20 zu den Leistungsträgern der Mannschaft von Cheftrainer Ole Gunnar Solskjær.

### West Ham United
Im August 2024 wechselte er zu West Ham United und unterschrieb dort einen Vertrag bis 2031.

## Nationalmannschaft
Wan-Bissaka ist kongolesischer Abstammung und debütierte am 7. Oktober 2015 für die U-20 Kongos. Sein Einsatz bei der 0:8-Niederlage gegen die englische U-17-Auswahl blieb sein Einziger für den zentralafrikanischen Staat. Er war jedoch weiterhin für sein Geburtsland England spielberechtigt. Nach seinen starken Leistungen im Trikot von Crystal Palace wurde der englische Fußballverband auf ihn aufmerksam und er wurde im März 2018 für die englische U-20-Nationalmannschaft nominiert. In seinem Debüt gegen Polen am 22. März 2018 wurde Wan-Bissaka in der 77. Spielminute vom Platz gestellt. England gewann das Spiel dennoch mit 1:0.
Am 6. September debütierte er beim 0:0-Unentschieden gegen die Niederlande für die englische U-21-Auswahl.

## Titel
- Englischer Pokalsieger: 2024
- Englischer Ligapokalsieger: 2023